# لويس سمول
لويس سمول (بالإنجليزية: Lewis Small)‏ (26 يناير 1995 في المملكة المتحدة - ) هو لاعب كرة قدم بريطاني في مركز الهجوم. لعب مع نادي فالكيرك ونادي ستنهاوسموير ونادي ستيرلينغ ألبيون.

## وصلات خارجية
- لويس سمول على موقع قاعدة بيانات كرة القدم.إي يو (الإنجليزية)
- لويس سمول على موقع Soccerbase.com (لاعب) (الإنجليزية)